# Xã Berthold, Quận Ward, Bắc Dakota
Xã Berthold (tiếng Anh: Berthold Township) là một xã thuộc quận Ward, tiểu bang Bắc Dakota, Hoa Kỳ. Năm 2010, dân số của xã này là 76 người.